# مخطط القصة
مخطط القصة أو لوحة القصة (بالإنجليزية: Storyboard)‏ عبارة عن رسوم أو صور مرتبة بصورة متسلسلة الغرض منها عرض تصوير مبدئي للمَشاهد في الأفلام والرسوم المتحركة والمواد الإعلامية والمواقع التفاعلية.
طورت عملية رسم مخطط القصة -بالشكل المتعارف عليه حالياً- في ستوديو ديزني ببداية العقد الثالث من القرن العشرين. وبعد عدة سنوات من استخدام عمليات مشابهة، بدأ استخدام مخطط القصة في أستوديوهات ديزني والاستوديوهات أخرى.
تتشابه لوحة القصة مع القصص المصورة (كوميكس) إلا أنها أكثر تفصيلا من ناحية تصوير المشاهد وزوايا الكاميرا، برغم أنها في أغلب الأحيان أقل دقة في الرسم.